# Taepyeongmu
Le Taepyeongmu (태평무/太平舞, taepyeongmu, littéralement « danse de la grande paix ») est une danse traditionnelle coréenne. Elle a pour but de souhaiter paix et prospérité au pays.
La danse est pratiquée par un homme et une femme revêtant pour l'occasion le hanbok habituellement réservé à la famille royale.
La danse fut classée comme la 92e bien culturel immatériel de Corée du Sud le 1er décembre 1988.